# نينو برافو
نينو برافو (بالإسبانية: Nino Bravo)‏ هو مغني إسباني، ولد في 3 أغسطس 1944 في أييلو دي مالفيريت في إسبانيا، وتوفي في 16 أبريل 1970 في فيلاروبيو في إسبانيا بسبب حادث مرور. rio</ref>

## وصلات خارجية
- الموقع الرسمي
- نينو برافو على موقع IMDb (الإنجليزية)
- نينو برافو على موقع ميوزك برينز (الإنجليزية)
- نينو برافو على موقع ديسكوغز (الإنجليزية)